# Wolno wolno płyną łodzie
Wolno wolno płyną łodzie – singiel rockowego zespołu Maanam wydany w kwietniu 2001 roku, promujący dziesiąty album studyjny Hotel Nirwana. Do utworu powstał teledysk w reżyserii Michała Marczaka.

## Lista utworów
1. „Wolno wolno płyną łodzie” [Radio Edit] – 3:47

## Twórcy
- Kora – śpiew
- Marek Jackowski – gitary
- Ryszard Olesiński – gitary
- Krzysztof Olesiński – gitara basowa
- Paweł Markowski – perkusja

Gościnnie
- Cezary Kaźmierczak – instrumenty klawiszowe, Hammond
- Barry Kinder – chórki, instrumenty klawiszowe, drumla, perkusja